# 1220
Il 1220 (MCCXX in numeri romani) è un anno bisestile del XIII secolo.

## Eventi
- 16 gennaio - cinque seguaci di Francesco d'Assisi, Berardo, Ottone, Pietro, Accursio e Adiuto, vengono uccisi in Marocco; saranno venerati come santi dalla Chiesa cattolica, come i protomartiri francescani;
- aprile - Federico II venne eletto imperatore del Sacro Romano Impero;
- 23 agosto - il cardinale Ugolino dei conti di Segni, futuro Papa Gregorio IX, alla presenza di Francesco d'Assisi, consacra l'Eremo di Camaldoli;
- 22 novembre - Federico II viene incoronato imperatore in San Pietro a Roma da Papa Onorio III;
- Francesco d'Assisi, di ritorno dalla Terrasanta, fonda a Venezia il monastero di San Francesco del Deserto;
- Si tiene a Bologna il primo capitolo generale dell'Ordine dei Predicatori, alla presenza del suo fondatore Domenico di Guzmán;
- Fondazione della Cattedrale di Notre-Dame di Amiens;
- I mongoli saccheggiano Samarcanda;
- Prima traccia della Legge antica del Västergötland (Äldre Västgötalagen) e Östgötalagen.

## Nati
- 7 marzo - Giacomo Bianconi, presbitero italiano († 1301)
- 1º aprile - Go-Saga, imperatore giapponese († 1272)
- 16 aprile - Ambrogio Sansedoni, religioso italiano († 1286)
- 30 maggio - Aleksandr Nevskij, nobile, santo e militare russo († 1263)
- 8 ottobre - Goffredo da Bussero, presbitero e scrittore italiano
- 11 novembre - Alfonso di Poitiers, nobile francese († 1271)
- Annibaldo Annibaldi, cardinale e teologo italiano († 1272)
- Arrigo da Campione, scultore e architetto italiano
- Zdislava Berka, santa ceca († 1252)
- Campano da Novara, matematico, astronomo e astrologo italiano († 1296)
- Cavalcante dei Cavalcanti, filosofo italiano († 1280)
- Gerardo di Abbeville, teologo francese († 1272)
- Giovanna di Dammartin, regina († 1279)
- Hillel ben Samuel, rabbino, filosofo e medico italiano († 1295)
- William Maudit, VIII conte di Warwick, conte († 1267)
- Mestwin II di Pomerania, nobile polacco († 1294)
- Riccardo Sanseverino, nobile italiano († 1267)
- Ugo di Châlon, nobile († 1266)
- Muhyi al-Dīn al-Maghribī, astronomo e matematico persiano († 1283)
- Brancaleone degli Andalò, politico italiano († 1258)
- Giovanna di Tolosa, contessa († 1271)
- Corrado di Würzburg, poeta tedesco († 1287)

## Morti
- 23 gennaio - Boghislao II di Pomerania, nobile
- 17 febbraio - Teobaldo I di Lorena, duca francese
- 25 febbraio - Alberto II di Brandeburgo, nobile tedesco
- 1º marzo - Bertrando d'Orenga, tedesco
- 4 aprile - Guido di Montfort-Bigorre, francese
- 15 aprile - Adolfo di Altena, arcivescovo cattolico tedesco
- 5 maggio - Angelo da Gerusalemme, religioso (n. 1185)
- 8 maggio - Richeza di Danimarca, nobile danese
- 1º giugno - Henry de Bohun, I conte di Hereford, nobile e cavaliere medievale inglese
- 23 settembre - Ulrico de Sacco, abate svizzero
- 3 novembre - Urraca di Castiglia, principessa (n. 1186)
- Veera Ballala II, sovrano
- Andrea Cappellano, scrittore e religioso francese (n. 1150)
- Isabella di Clare, IV contessa di Pembroke, nobile britannica (n. 1172)
- Enghelberto III di Gorizia, conte
- Jean de Gisors, normanno (n. 1133)
- Gunther di Pairis, monaco cristiano, storico e letterato tedesco
- Hugues de Berzé, francese (n. 1150)
- Muhammad II di Corasmia, sovrano (n. 1169)
- Pantaleone Pironti, vescovo cattolico italiano
- Reginaldo d'Orléans, religioso francese (n. 1180)
- Rinaldo Pampinoni, santo italiano
- Ruggero da Vicopisano, vescovo cattolico italiano
- Saxo Grammaticus, storico danese (n. 1150)
- Kaykaus I

## Calendario
| Calendario 1220 | Calendario 1220 | Calendario 1220 | Calendario 1220 | Calendario 1220 | Calendario 1220 | Calendario 1220 | Calendario 1220 | Calendario 1220 | Calendario 1220 | Calendario 1220 | Calendario 1220 | Calendario 1220 | Calendario 1220 | Calendario 1220 | Calendario 1220 | Calendario 1220 | Calendario 1220 | Calendario 1220 | Calendario 1220 | Calendario 1220 | Calendario 1220 | Calendario 1220 | Calendario 1220 | Calendario 1220 | Calendario 1220 | Calendario 1220 | Calendario 1220 | Calendario 1220 | Calendario 1220 | Calendario 1220 | Calendario 1220 | Calendario 1220 |
| --------------- | --------------- | --------------- | --------------- | --------------- | --------------- | --------------- | --------------- | --------------- | --------------- | --------------- | --------------- | --------------- | --------------- | --------------- | --------------- | --------------- | --------------- | --------------- | --------------- | --------------- | --------------- | --------------- | --------------- | --------------- | --------------- | --------------- | --------------- | --------------- | --------------- | --------------- | --------------- | --------------- |
|                 | 1               | 2               | 3               | 4               | 5               | 6               | 7               | 8               | 9               | 10              | 11              | 12              | 13              | 14              | 15              | 16              | 17              | 18              | 19              | 20              | 21              | 22              | 23              | 24              | 25              | 26              | 27              | 28              | 29              | 30              | 31              |                 |
| Gennaio         | Me              | Gi              | Ve              | Sa              | Do              | Lu              | Ma              | Me              | Gi              | Ve              | Sa              | Do              | Lu              | Ma              | Me              | Gi              | Ve              | Sa              | Do              | Lu              | Ma              | Me              | Gi              | Ve              | Sa              | Do              | Lu              | Ma              | Me              | Gi              | Ve              |                 |
| Febbraio        | Sa              | Do              | Lu              | Ma              | Me              | Gi              | Ve              | Sa              | Do              | Lu              | Ma              | Me              | Gi              | Ve              | Sa              | Do              | Lu              | Ma              | Me              | Gi              | Ve              | Sa              | Do              | Lu              | Ma              | Me              | Gi              | Ve              | Sa              |                 |                 |                 |
| Marzo           | Do              | Lu              | Ma              | Me              | Gi              | Ve              | Sa              | Do              | Lu              | Ma              | Me              | Gi              | Ve              | Sa              | Do              | Lu              | Ma              | Me              | Gi              | Ve              | Sa              | Do              | Lu              | Ma              | Me              | Gi              | Ve              | Sa              | Do              | Lu              | Ma              |                 |
| Aprile          | Me              | Gi              | Ve              | Sa              | Do              | Lu              | Ma              | Me              | Gi              | Ve              | Sa              | Do              | Lu              | Ma              | Me              | Gi              | Ve              | Sa              | Do              | Lu              | Ma              | Me              | Gi              | Ve              | Sa              | Do              | Lu              | Ma              | Me              | Gi              |                 |                 |
| Maggio          | Ve              | Sa              | Do              | Lu              | Ma              | Me              | Gi              | Ve              | Sa              | Do              | Lu              | Ma              | Me              | Gi              | Ve              | Sa              | Do              | Lu              | Ma              | Me              | Gi              | Ve              | Sa              | Do              | Lu              | Ma              | Me              | Gi              | Ve              | Sa              | Do              |                 |
| Giugno          | Lu              | Ma              | Me              | Gi              | Ve              | Sa              | Do              | Lu              | Ma              | Me              | Gi              | Ve              | Sa              | Do              | Lu              | Ma              | Me              | Gi              | Ve              | Sa              | Do              | Lu              | Ma              | Me              | Gi              | Ve              | Sa              | Do              | Lu              | Ma              |                 |                 |
| Luglio          | Me              | Gi              | Ve              | Sa              | Do              | Lu              | Ma              | Me              | Gi              | Ve              | Sa              | Do              | Lu              | Ma              | Me              | Gi              | Ve              | Sa              | Do              | Lu              | Ma              | Me              | Gi              | Ve              | Sa              | Do              | Lu              | Ma              | Me              | Gi              | Ve              |                 |
| Agosto          | Sa              | Do              | Lu              | Ma              | Me              | Gi              | Ve              | Sa              | Do              | Lu              | Ma              | Me              | Gi              | Ve              | Sa              | Do              | Lu              | Ma              | Me              | Gi              | Ve              | Sa              | Do              | Lu              | Ma              | Me              | Gi              | Ve              | Sa              | Do              | Lu              |                 |
| Settembre       | Ma              | Me              | Gi              | Ve              | Sa              | Do              | Lu              | Ma              | Me              | Gi              | Ve              | Sa              | Do              | Lu              | Ma              | Me              | Gi              | Ve              | Sa              | Do              | Lu              | Ma              | Me              | Gi              | Ve              | Sa              | Do              | Lu              | Ma              | Me              |                 |                 |
| Ottobre         | Gi              | Ve              | Sa              | Do              | Lu              | Ma              | Me              | Gi              | Ve              | Sa              | Do              | Lu              | Ma              | Me              | Gi              | Ve              | Sa              | Do              | Lu              | Ma              | Me              | Gi              | Ve              | Sa              | Do              | Lu              | Ma              | Me              | Gi              | Ve              | Sa              |                 |
| Novembre        | Do              | Lu              | Ma              | Me              | Gi              | Ve              | Sa              | Do              | Lu              | Ma              | Me              | Gi              | Ve              | Sa              | Do              | Lu              | Ma              | Me              | Gi              | Ve              | Sa              | Do              | Lu              | Ma              | Me              | Gi              | Ve              | Sa              | Do              | Lu              |                 |                 |
| Dicembre        | Ma              | Me              | Gi              | Ve              | Sa              | Do              | Lu              | Ma              | Me              | Gi              | Ve              | Sa              | Do              | Lu              | Ma              | Me              | Gi              | Ve              | Sa              | Do              | Lu              | Ma              | Me              | Gi              | Ve              | Sa              | Do              | Lu              | Ma              | Me              | Gi              |                 |